# Tabulocalyx pedunculatus
Tabulocalyx pedunculatus är en svampdjursart som beskrevs av Gustavo Pulitzer-Finali 1993. Tabulocalyx pedunculatus ingår i släktet Tabulocalyx och familjen Phloeodictyidae. Inga underarter finns listade i Catalogue of Life.